# Dädesjö socken
Dädesjö socken i Småland ingick i Uppvidinge härad i Värend, ingår sedan 1971 i Växjö kommun och motsvarar från 2016 Dädesjö distrikt i Kronobergs län.
Socknens areal är 172,21 kvadratkilometer, varav land 162,57. År 2000 fanns här 614 invånare. Godset Drettinge, en del av tätorten Braås samt kyrkbyn Dädesjö med sockenkyrkan Dädesjö nya kyrka och Dädesjö gamla kyrka ligger i socknen. 

## Administrativ historik
Dädesjö socken har medeltida ursprung.
Omkring 1620 utbröts Herråkra socken. 1794 uppgick Eke församling i Dädesjö församling och senare, senast 1836, uppgick även jordeboksocknen Eke socken i Dädesjö.
Vid kommunreformen 1862 övergick socknens ansvar för de kyrkliga frågorna till Dädesjö församling och för de borgerliga frågorna till Dädesjö landskommun.  Denna senare inkorporerades 1952 i Braås landskommun som sedan 1971 uppgick i Växjö kommun.
1 januari 2016 inrättades distriktet Dädesjö, med samma omfattning som församlingen hade 1999/2000.  
Socknen har tillhört samma fögderier och domsagor som Uppvidinge härad. De indelta soldaterna tillhörde Kalmar regemente, Uppvidinge kompani och Smålands husarregemente, Växjö kompani.

## Kommunikatiner
Järnvägslinjen Växjö–Oskarshamn gick genom socknen. Den 9 december 1922 öppnades järnvägshållplatserna Dädesjö och Värendseke. De lades ned den 29 september 1963.

## Geografi
Dädesjö socken ligger öster om Innaren och är en skogsbygd med talrika mossar.

## Fornminnen
Omkring 25 hällkistor, några rösen från bronsåldern och flera järnåldersgravfält är kända.

## Namnet
Namnet (1498 Dädhessio), taget från kyrkbyn, består av ord för en tidigare sjö där ordet dåna menar trögflytande vatten.

### Fotnoter
1. 1 2 3  Svensk Uppslagsbok andra upplagan 1947–1955: Dädesjö socken
2. 1 2  Harlén, Hans; Harlén Eivy (2003). Sverige från A till Ö: geografisk-historisk uppslagsbok. Stockholm: Kommentus. Libris 9337075. ISBN 91-7345-139-8
3. ↑  Administrativ historik för Dädesjö socken (Klicka på församlingsposten). Källa: Nationella arkivdatabasen, Riksarkivet.
4. 1 2  Sjögren, Otto (1931). Sverige geografisk beskrivning del 2 Östergötlands, Jönköpings, Kronobergs, Kalmar och Gotlands län. Stockholm: Wahlström & Widstrand. Libris 9939
5. 1 2 3  Nationalencyklopedin
6. ↑  Fornlämningar, Statens historiska museum: Dädesjö socken
7. ↑  Fornminnesregistret, Riksantikvarieämbetet: Dädesjö socken Fornminnen i socknen erhålls på kartan genom att skriva in sockennamn (utan "socken") i "Ange geografiskt område"